# Home (Dixie Chicks)
Home è il sesto album discografico in studio del gruppo musicale country statunitense Dixie Chicks, pubblicato nel 2002.

## Tracce
1. Long Time Gone (Darrell Scott)   – 4:10
2. Landslide (Stevie Nicks)   – 3:50
3. Travelin' Soldier (Bruce Robison)   – 5:43
4. Truth No. 2 (Patty Griffin)   – 4:28
5. White Trash Wedding (Martie Maguire, Natalie Maines, Emily Robison)   – 2:21
6. A Home (Maia Sharp, Randy Sharp)   – 4:56
7. More Love (Gary Nicholson, Tim O'Brien)   – 5:07
8. I Believe in Love (Maguire, Maines, Marty Stuart)   – 4:14
9. Tortured, Tangled Hearts (Maguire, Maines, Stuart)   – 3:40
10. Lil' Jack Slade (strumentale) (Terri Hendrix, Maguire, Lloyd Maines, E. Robison)   – 2:23
11. Godspeed (Sweet Dreams) (Radney Foster)  – 4:42
12. Top of the World (Patty Griffin)   – 6:01

## Gruppo
- Martie Maguire - violino, viola, mandolino, voce
- Natalie Maines - voce
- Emily Robison - banjo, voce, altri strumenti

## Premi
Il disco si è aggiudicato quattro Grammy Award (su sei nomination) nell'ambito della cerimonia dei Grammy Awards 2003 e un riconoscimento ai Grammy Awards 2005.

## Classifiche
- Billboard 200 - #1
- Billboard Canadian Albums - #2

## Certificazioni e vendite
| Paese       | Certificazione           | Vendite (n° di copie) |
| ----------- | ------------------------ | --------------------- |
| Stati Uniti | 6 volte disco di platino | >6.800.000            |
| Canada      | triplo disco di platino  | >350.000              |
| Australia   | triplo disco di platino  | > 210,000             |
| Regno Unito | disco d'oro              | >100,000              |
| Nel mondo   |                          | circa 9.000.000       |